# 19 m-es műsorszóró sáv
A 19 méteres műsorszóró sáv a rövidhullámú sávba tartózó, műsorszórásra használt rádiófrekvenciás tartomány. Műsorszórásra mindegyik ITU régiókban egységesen van kiosztva elsődleges és egyedüli jelleggel.
A 19 m-es rövidhullámú sávon régen sok nemzetközi rádió üzemelt, melyek magyar nyelvű hírműsorokat is sugároztak. Itt volt megtalálható az egykori Szabad Európa Rádió.

## A 19 méteres műsorszóró sávra vonatkozó nemzetközisávterv[2]
| ITU régió                                   | ITU régió | ITU régió |
| 1                                           | 2         | 3         |
| ------------------------------------------- | --------- | --------- |
| 15 100–15 600 kHz MŰSORSZÓRÁS               |           |           |
| 15 600–15 800 kHz - MŰSORSZÓRÁS 5.134 5.146 |           |           |

- 5.134 - Az 5900−5950 kHz, 7300−7350 kHz, 9400−9500 kHz, 11 600−11 650 kHz, 12 050−12 100 kHz, 13 570−13 600 kHz, 13 800−13 870 kHz, 15 600−15 800 kHz, 17 480−17 550 kHz és a 18 900−19 020 kHz frekvenciasávnak a műsorszóró szolgálat általi használata a 12. Cikkben lefektetett eljárás alkalmazásától függően lehetséges. Kívánatos, hogy az igazgatások ezekben a frekvenciasávokban tegyék lehetővé a digitális modulációjú adások bevezetését az 517. (Rev.WRC‑19) Határozat rendelkezéseinek megfelelően. (WRC‑19)
- 5.146 - Járulékos felosztás: azzal a feltétellel, hogy nem okoznak káros zavarást a műsorszóró szolgálatnak, a 9400−9500 kHz, 11 600−11 650 kHz, 12 050−12 100 kHz, 15 600−15 800 kHz, 17 480−17 550 kHz és a 18 900−19 020 kHz sáv frekvenciáit használhatják az állandóhelyű szolgálat azon állomásai, amelyek csak a telepítési helyük szerinti ország határain belül forgalmaznak. Kívánatos, hogy frekvenciáknak az állandóhelyű szolgálat részére történő használatakor az igazgatások a szükséges legkisebb teljesítményt használják, és legyenek tekintettel a frekvenciáknak arra a műsorszóró szolgálat általi évszaki használatára, amelyet a Rádiószabályzatnak megfelelően közzétesznek. (WRC‑07)

## A 19 méteres műsorszóró sávra vonatkozó magyarországisávterv[3]
| 15 100–15 800 kHz | 15 100–15 800 kHz | 15 100–15 800 kHz | 15 100–15 800 kHz             | 15 100–15 800 kHz              | 15 100–15 800 kHz                                                             | 15 100–15 800 kHz     | 15 100–15 800 kHz                                                  |
| ----------------- | ----------------- | ----------------- | ----------------------------- | ------------------------------ | ----------------------------------------------------------------------------- | --------------------- | ------------------------------------------------------------------ |
| MŰSORSZÓRÁS       |                   | P                 |                               |                                | Földfelszíni rádió-műsorszórás                                                | RR 12. Cikk T/R 51-01 | A sávban kizárólag elektronikus hírközlési szolgáltatás nyújtható. |
| MŰSORSZÓRÁS       | 1                 | P                 | K                             | RH analóg rádió-műsorszórás    | ITU-R BS.560-4, BS.639-0 MSZ EN 302 017, MSZ EN 303 345-2                     |                       |                                                                    |
| MŰSORSZÓRÁS       | 1                 | P                 | K                             | RH digitális rádió-műsorszórás | ITU-R BS.1514-2, BS.1615-2 ETSI EN 302 245-2, MSZ EN 303 345-5 MSZ EN 302 245 |                       |                                                                    |
|                   |                   | PN                |                               |                                | SRD                                                                           |                       | 3. melléklet 9.1. pont                                             |
| 3                 | K                 | PN                | Vasúti alkalmazások           | 3. melléklet 9.5.1. pont       |                                                                               |                       |                                                                    |
| 3                 | K                 | PN                | Rádiómeghatározó alkalmazások | 3. melléklet 9.7.1. pont       |                                                                               |                       |                                                                    |
| 3                 | K                 | PN                | Induktív alkalmazások         | 3. melléklet 9.10.1. pont      |                                                                               |                       |                                                                    |

- Az A oszlop meghatározza az adott sávhoz rendelt egyes rádiószolgálatokat
- A B oszlop meghatározza a vonatkozó lábjegyzetet, a harmonizált katonai sávra
- A C oszlop meghatározza a polgári, a nem polgári vagy az együttes célú használatra történő felosztást. A polgári célú felosztást P, a nem polgári célút N és az együttes célút E jelöli.
- A D oszlop meghatározza az alkalmazás jellegét. Az elsődleges jelleget 1-es, a másodlagos jelleget 2-es, a harmadlagos jelleget 3-as szám jelöli.
- Az E oszlop meghatározza az alkalmazás használatbavételi lehetőségét. A kijelölt kategóriát K, a tervezett kategóriát T jelöli.
- Az F oszlop meghatározza az alkalmazás megnevezését.
- A G oszlop tartalmazza a vonatkozó nemzetközi és hazai dokumentumokra hivatkozásokat
- A H oszlop tartalmazza a frekvenciasávok használata során alkalmazandó további rádióspektrum-gazdálkodási követelményeket és jellemzőket, valamint sávhasználati feltételeket.

## A rövidhullámú műsorszóráshoz meghatározottadásmódok[4]
Az alkalmazott adásmód kétoldalsávos teljes vivőjű amplitúdómoduláció (AM-DSB).
| ITU                    | 1         | 2         | 3         |
| ---------------------- | --------- | --------- | --------- |
| Analóg hangcsatorna    | 10K0A3EGN | 10K0A3EGN | 10K0A3EGN |
| Digitális hangcsatorna | 10K0X7EXF | 10K0X7EXF | 10K0X7EXF |

Maximális átviteli sávszélességnek 10 kHz van kijelölve, viszont a csatornakiosztást 5 kHz-es lépésközzel határozták meg. Régebben keskenysávú hangátvitelt, 5K00A3EGN adásmódot használtak, mivel leginkább beszédalapú műsorokat sugároztak rövidhullámon. Ezzel a keskenysávú hangátvitellel napjainkban is lehet találkozni rövidhullámon.

## A 19 m-es sávon műsorszórásra kiosztott csatornák
| Sávblokk          | Csatorna | Frekvencia (kHz) | Frekvencia (kHz) | Frekvencia (kHz) |
| Sávblokk          | Csatorna | ITU 1            | ITU 2            | ITU 3            |
| ----------------- | -------- | ---------------- | ---------------- | ---------------- |
| 15 100–15 600 kHz | 1        | 15105            | 15105            | 15105            |
| 15 100–15 600 kHz | 2        | 15110            | 15110            | 15110            |
| 15 100–15 600 kHz | 3        | 15115            | 15115            | 15115            |
| 15 100–15 600 kHz | 4        | 15120            | 15120            | 15120            |
| 15 100–15 600 kHz | 5        | 15125            | 15125            | 15125            |
| 15 100–15 600 kHz | 6        | 15130            | 15130            | 15130            |
| 15 100–15 600 kHz | 7        | 15135            | 15135            | 15135            |
| 15 100–15 600 kHz | 8        | 15140            | 15140            | 15140            |
| 15 100–15 600 kHz | 9        | 15145            | 15145            | 15145            |
| 15 100–15 600 kHz | 10       | 15150            | 15150            | 15150            |
| 15 100–15 600 kHz | 11       | 15155            | 15155            | 15155            |
| 15 100–15 600 kHz | 12       | 15160            | 15160            | 15160            |
| 15 100–15 600 kHz | 13       | 15165            | 15165            | 15165            |
| 15 100–15 600 kHz | 14       | 15170            | 15170            | 15170            |
| 15 100–15 600 kHz | 15       | 15175            | 15175            | 15175            |
| 15 100–15 600 kHz | 16       | 15180            | 15180            | 15180            |
| 15 100–15 600 kHz | 17       | 15185            | 15185            | 15185            |
| 15 100–15 600 kHz | 18       | 15190            | 15190            | 15190            |
| 15 100–15 600 kHz | 19       | 15195            | 15195            | 15195            |
| 15 100–15 600 kHz | 20       | 15200            | 15200            | 15200            |
| 15 100–15 600 kHz | 21       | 15205            | 15205            | 15205            |
| 15 100–15 600 kHz | 22       | 15210            | 15210            | 15210            |
| 15 100–15 600 kHz | 23       | 15215            | 15215            | 15215            |
| 15 100–15 600 kHz | 24       | 15220            | 15220            | 15220            |
| 15 100–15 600 kHz | 25       | 15225            | 15225            | 15225            |
| 15 100–15 600 kHz | 26       | 15230            | 15230            | 15230            |
| 15 100–15 600 kHz | 27       | 15235            | 15235            | 15235            |
| 15 100–15 600 kHz | 28       | 15240            | 15240            | 15240            |
| 15 100–15 600 kHz | 29       | 15245            | 15245            | 15245            |
| 15 100–15 600 kHz | 30       | 15250            | 15250            | 15250            |
| 15 100–15 600 kHz | 31       | 15255            | 15255            | 15255            |
| 15 100–15 600 kHz | 32       | 15260            | 15260            | 15260            |
| 15 100–15 600 kHz | 33       | 15265            | 15265            | 15265            |
| 15 100–15 600 kHz | 34       | 15270            | 15270            | 15270            |
| 15 100–15 600 kHz | 35       | 15275            | 15275            | 15275            |
| 15 100–15 600 kHz | 36       | 15280            | 15280            | 15280            |
| 15 100–15 600 kHz | 37       | 15285            | 15285            | 15285            |
| 15 100–15 600 kHz | 38       | 15290            | 15290            | 15290            |
| 15 100–15 600 kHz | 39       | 15295            | 15295            | 15295            |
| 15 100–15 600 kHz | 40       | 15300            | 15300            | 15300            |
| 15 100–15 600 kHz | 41       | 15305            | 15305            | 15305            |
| 15 100–15 600 kHz | 42       | 15310            | 15310            | 15310            |
| 15 100–15 600 kHz | 43       | 15315            | 15315            | 15315            |
| 15 100–15 600 kHz | 44       | 15320            | 15320            | 15320            |
| 15 100–15 600 kHz | 45       | 15325            | 15325            | 15325            |
| 15 100–15 600 kHz | 46       | 15330            | 15330            | 15330            |
| 15 100–15 600 kHz | 47       | 15335            | 15335            | 15335            |
| 15 100–15 600 kHz | 48       | 15340            | 15340            | 15340            |
| 15 100–15 600 kHz | 49       | 15345            | 15345            | 15345            |
| 15 100–15 600 kHz | 50       | 15350            | 15350            | 15350            |
| 15 100–15 600 kHz | 51       | 15355            | 15355            | 15355            |
| 15 100–15 600 kHz | 52       | 15360            | 15360            | 15360            |
| 15 100–15 600 kHz | 53       | 15365            | 15365            | 15365            |
| 15 100–15 600 kHz | 54       | 15370            | 15370            | 15370            |
| 15 100–15 600 kHz | 55       | 15375            | 15375            | 15375            |
| 15 100–15 600 kHz | 56       | 15380            | 15380            | 15380            |
| 15 100–15 600 kHz | 57       | 15385            | 15385            | 15385            |
| 15 100–15 600 kHz | 58       | 15390            | 15390            | 15390            |
| 15 100–15 600 kHz | 59       | 15395            | 15395            | 15395            |
| 15 100–15 600 kHz | 60       | 15400            | 15400            | 15400            |
| 15 100–15 600 kHz | 61       | 15405            | 15405            | 15405            |
| 15 100–15 600 kHz | 62       | 15410            | 15410            | 15410            |
| 15 100–15 600 kHz | 63       | 15415            | 15415            | 15415            |
| 15 100–15 600 kHz | 64       | 15420            | 15420            | 15420            |
| 15 100–15 600 kHz | 65       | 15425            | 15425            | 15425            |
| 15 100–15 600 kHz | 66       | 15430            | 15430            | 15430            |
| 15 100–15 600 kHz | 67       | 15435            | 15435            | 15435            |
| 15 100–15 600 kHz | 68       | 15440            | 15440            | 15440            |
| 15 100–15 600 kHz | 69       | 15445            | 15445            | 15445            |
| 15 100–15 600 kHz | 70       | 15450            | 15450            | 15450            |
| 15 100–15 600 kHz | 71       | 15455            | 15455            | 15455            |
| 15 100–15 600 kHz | 72       | 15460            | 15460            | 15460            |
| 15 100–15 600 kHz | 73       | 15465            | 15465            | 15465            |
| 15 100–15 600 kHz | 74       | 15470            | 15470            | 15470            |
| 15 100–15 600 kHz | 75       | 15475            | 15475            | 15475            |
| 15 100–15 600 kHz | 76       | 15480            | 15480            | 15480            |
| 15 100–15 600 kHz | 77       | 15485            | 15485            | 15485            |
| 15 100–15 600 kHz | 78       | 15490            | 15490            | 15490            |
| 15 100–15 600 kHz | 79       | 15495            | 15495            | 15495            |
| 15 100–15 600 kHz | 80       | 15500            | 15500            | 15500            |
| 15 100–15 600 kHz | 81       | 15505            | 15505            | 15505            |
| 15 100–15 600 kHz | 82       | 15510            | 15510            | 15510            |
| 15 100–15 600 kHz | 83       | 15515            | 15515            | 15515            |
| 15 100–15 600 kHz | 84       | 15520            | 15520            | 15520            |
| 15 100–15 600 kHz | 85       | 15525            | 15525            | 15525            |
| 15 100–15 600 kHz | 86       | 15530            | 15530            | 15530            |
| 15 100–15 600 kHz | 87       | 15535            | 15535            | 15535            |
| 15 100–15 600 kHz | 88       | 15540            | 15540            | 15540            |
| 15 100–15 600 kHz | 89       | 15545            | 15545            | 15545            |
| 15 100–15 600 kHz | 90       | 15550            | 15550            | 15550            |
| 15 100–15 600 kHz | 91       | 15555            | 15555            | 15555            |
| 15 100–15 600 kHz | 92       | 15560            | 15560            | 15560            |
| 15 100–15 600 kHz | 93       | 15565            | 15565            | 15565            |
| 15 100–15 600 kHz | 94       | 15570            | 15570            | 15570            |
| 15 100–15 600 kHz | 95       | 15575            | 15575            | 15575            |
| 15 100–15 600 kHz | 96       | 15580            | 15580            | 15580            |
| 15 100–15 600 kHz | 97       | 15585            | 15585            | 15585            |
| 15 100–15 600 kHz | 98       | 15590            | 15590            | 15590            |
| 15 100–15 600 kHz | 99       | 15595            | 15595            | 15595            |
| 15 600–15 800 kHz | 100      | 15600            | 15600            | 15600            |
| 15 600–15 800 kHz | 101      | 15605            | 15605            | 15605            |
| 15 600–15 800 kHz | 102      | 15610            | 15610            | 15610            |
| 15 600–15 800 kHz | 103      | 15615            | 15615            | 15615            |
| 15 600–15 800 kHz | 104      | 15620            | 15620            | 15620            |
| 15 600–15 800 kHz | 105      | 15625            | 15625            | 15625            |
| 15 600–15 800 kHz | 106      | 15630            | 15630            | 15630            |
| 15 600–15 800 kHz | 107      | 15635            | 15635            | 15635            |
| 15 600–15 800 kHz | 108      | 15640            | 15640            | 15640            |
| 15 600–15 800 kHz | 109      | 15645            | 15645            | 15645            |
| 15 600–15 800 kHz | 110      | 15650            | 15650            | 15650            |
| 15 600–15 800 kHz | 111      | 15655            | 15655            | 15655            |
| 15 600–15 800 kHz | 112      | 15660            | 15660            | 15660            |
| 15 600–15 800 kHz | 113      | 15665            | 15665            | 15665            |
| 15 600–15 800 kHz | 114      | 15670            | 15670            | 15670            |
| 15 600–15 800 kHz | 115      | 15675            | 15675            | 15675            |
| 15 600–15 800 kHz | 116      | 15680            | 15680            | 15680            |
| 15 600–15 800 kHz | 117      | 15685            | 15685            | 15685            |
| 15 600–15 800 kHz | 118      | 15690            | 15690            | 15690            |
| 15 600–15 800 kHz | 119      | 15695            | 15695            | 15695            |
| 15 600–15 800 kHz | 120      | 15700            | 15700            | 15700            |
| 15 600–15 800 kHz | 121      | 15705            | 15705            | 15705            |
| 15 600–15 800 kHz | 122      | 15710            | 15710            | 15710            |
| 15 600–15 800 kHz | 123      | 15715            | 15715            | 15715            |
| 15 600–15 800 kHz | 124      | 15720            | 15720            | 15720            |
| 15 600–15 800 kHz | 125      | 15725            | 15725            | 15725            |
| 15 600–15 800 kHz | 126      | 15730            | 15730            | 15730            |
| 15 600–15 800 kHz | 127      | 15735            | 15735            | 15735            |
| 15 600–15 800 kHz | 128      | 15740            | 15740            | 15740            |
| 15 600–15 800 kHz | 129      | 15745            | 15745            | 15745            |
| 15 600–15 800 kHz | 130      | 15750            | 15750            | 15750            |
| 15 600–15 800 kHz | 131      | 15755            | 15755            | 15755            |
| 15 600–15 800 kHz | 132      | 15760            | 15760            | 15760            |
| 15 600–15 800 kHz | 133      | 15765            | 15765            | 15765            |
| 15 600–15 800 kHz | 134      | 15770            | 15770            | 15770            |
| 15 600–15 800 kHz | 135      | 15775            | 15775            | 15775            |
| 15 600–15 800 kHz | 136      | 15780            | 15780            | 15780            |
| 15 600–15 800 kHz | 137      | 15785            | 15785            | 15785            |
| 15 600–15 800 kHz | 138      | 15790            | 15790            | 15790            |
| 15 600–15 800 kHz | 139      | 15795            | 15795            | 15795            |